# Тур Восточной Богемии
Тур Восточной Богемии (англ. East Bohemia Tour) — шоссейная многодневная велогонка, с 2015 по 2017 год проводившаяся по дорогам восточной части чешского региона Богемия. Проходила в рамках UCI Europe Tour под категорией 2.2

## Призёры
| Год  | Победитель     | Второй          | Третий                |
| ---- | -------------- | --------------- | --------------------- |
| 2015 | Ян Тратник     | Павел Цеслик    | Михал Шлегель         |
| 2016 | Ян Тратник     | Francesc Zurita | Макс Кантер           |
| 2017 | Камил Зилински | Кристер Хаген   | Sylwester Janiszewski |